# Konduktancja
Konduktancja, przewodność elektryczna czynna – miara podatności elementu na przepływ prądu elektrycznego, odwrotność rezystancji.
Jednostką konduktancji w układzie SI jest simens (S).
Dla znanych wymiarów geometrycznych przewodnika i konduktywności materiału (miary podatności materiału na przepływ prądu), z jakiego został wykonany, jego konduktancję określa wzór:
{\displaystyle G=\sigma {\frac {S}{l}},}
gdzie:
- {\displaystyle l} – długość przewodnika,
- {\displaystyle S} – pole przekroju poprzecznego elementu,
- {\displaystyle \sigma } (sigma) – konduktywność (przewodność elektryczna właściwa) materiału.

Powyższy wzór określony jest tylko dla układów makroskopowych. W przypadku układów mezoskopowych wielkość ta wyraża się inaczej. Dla idealnego drutu kwantowego wyraża się ona wzorem:
{\displaystyle G={\frac {2e^{2}}{h}}N,}
gdzie:
- {\displaystyle e} – ładunek elementarny,
- {\displaystyle h} – stała Plancka,
- {\displaystyle N} – liczba otwartych kanałów.

W tym przypadku nie ma zależności wprost od geometrii układu, jedynie od liczby otwartych kanałów przewodności. Liczba ta z kolei zależy skokowo od rozmiarów poprzecznych przewodnika. Teorię opisującą to zjawisko podał Rolf Landauer (w roku 1957).